# مارك لوبوتسكي
مارك لوبوتسكي (بالروسية: Марк Давыдович Лубоцкий) (18 مايو 1931 - 13 مارس 2021) كان عازف كمان روسي ومدرس موسيقى وكاتب وكاتب مذكرات.
كان من تلاميذ داود أوستراخ.
عرض أعمال بنيامين بريتن وألفريد شنيتكي لأول مرة.